# Dieter Eppler
Heinz Dieter Eppler (Stoccarda, 11 febbraio 1927 – Stoccarda, 12 aprile 2008) è stato un attore tedesco.

## Biografia
È stato un attore e doppiatore di radio e televisione, di discreto successo, famoso soprattutto nella sua regione - il Baden-Württemberg - dove ha lavorato spesso per l'emittente radio di stato SWR e nel Teatro dell'Opera di Stoccarda. Nella sua carriera è stato molto attivo in televisione dove ha raggiunto l'apice del successo con la serie televisiva Tatort, ma anche straordinario interprete di svariate collaborazioni televisive in Germania. È stato pure protagonista, con diverse apparizioni al fianco di altri illustri attori tedeschi come - Horst Tappert - nella fortunata serie televisiva L'ispettore Derrick, o Klausjürgen Wussow nella serie La clinica della Foresta Nera. Dieter Eppler ha vissuto alcuni anni in Italia, a Roma, dove ha lavorato con Dino De Laurentiis e interpretando film come Sotto dieci bandiere (1960) di Duilio Coletti.
Nel 1972 ha recitato con Giulio Petroni per la realizzazione del film La vita, a volte, è molto dura, vero Provvidenza? Un altro film che lo ha reso celebre è stato La strage dei vampiri del 1962, un film di Roberto Mauri con Graziella Granata, Walter Brandi e Alfredo Rizzo. Era un uomo di grande generosità; a Stoccarda vive una famiglia numerosa composta di figli, nipoti e pronipoti che lo hanno molto amato. Parlava un ottimo italiano e amava l'Italia dove si recava spesso; negli ultimi anni della sua vita, insieme con l'inseparabile moglie Magdalene detta Maxi, si è visto spesso nella zona di Varese, dove aveva ed ha ancora un carissimo amico. Dieter Eppler riposa nel cimitero di Birkach, quartiere cittadino di Stoccarda.

## Filmografia
- I diavoli verdi di Montecassino (Die grünen Teufel von Monte Cassino), regia di Harald Reinl (1958)
- Al di là dell'orrore (Die Nackte und der Satan), regia di Victor Trivas (1959)
- Sotto dieci bandiere, regia di Duilio Coletti (1960)
- Il segno del vendicatore, regia di Roberto Mauri (1962)
- La strage dei vampiri, regia di Roberto Mauri (1964)
- I raggi mortali del dottor Mabuse (Die Todesstrahlen des Dr. Mabuse), regia di Hugo Fregonese e Victor De Santis (1964)
- All'ombra delle aquile, regia di Ferdinando Baldi (1966)
- Agente speciale L.K. (Operazione Re Mida) (Lucky, el intrépido), regia di Jesús Franco (1967)
- Muori lentamente... te la godi di più (Mister Dynamit - Morgen küßt euch der Tod), regia di Franz Josef Gottlieb (1967)
- La tredicesima vergine (Die Schlangengrube und das Pendel), regia di Harald Reinl (1967)
- La calata dei barbari (Kampf um Rom I), regia di Robert Siodmak (1968)
- La ragazza del bagno pubblico (Deep End), regia di Jerzy Skolimowski (1970)
- La vita, a volte, è molto dura, vero Provvidenza?, regia di Giulio Petroni (1972)